# Генрі Франкфорт
Генрі Франкфорт (справжнє прізвище — Френкфоот, англ. Henri Frankfort); 24 лютого 1897, Амстердам — 16 липня 1954, Лондон
) — Нідерландський, північноамериканський та англійський археолог, єгиптолог і орієнталіст, дослідник мистецтва давнини.

## Біографія
Народився в Амстердамі. Освіту здобув в Амстердамському університеті. У 1924 році переїхав до Лондона, де працював під керівництвом сера Фліндерса Пітрі в Університетському коледжі .
У 1927 році отримав ступінь доктора філософії Лейденського університету.
У 1925–1929 рр. — керівник англійської археологічної експедиції Товариства дослідження Єгипту, що проводила розкопки в Єгипті в Абідосі, Ель-Амарні, Арманті.
В 1929–1937 рр. керував роботами Східного інституту (Oriental Institute) університету Чикаго на території Іраку в долині річки Діяли в Ешнунна (тепер Телль-Асмар) і в Тутубі (тепер Телль-Хафадже).
З 1932 року Генрі Франкфорт — професор археології Сходу в Чиказькому університеті, а також професор історії та археології Близького Сходу Амстердамського університету. У 1933 році виявив так званий скарб Телль-Асмар .
1949 року він працював директором Інституту Варбурга (Warburg Institute) у Лондоні — науково-дослідної установи, пов'язаної з Лондонським університетом.
Велике значення мають дослідження Генрі Франкфорту з порівняльного вивчення давньоєгипетської та месопотамської культур.
Написав 15 книг і монографій та близько 73 статей у журналах, що стосуються питань антропології, археології та культури стародавнього Єгипту та Месопотамії, особливо релігії Стародавнього Близького Сходу.